# Torpedo Billy Murphy
Torpedo Billy Murphy, właśc. Thomas William Murphy (ur. 26 marca 1862 w Auckland, zm. 26 lipca 1939 tamże) – nowozelandzki bokser, były zawodowy mistrz świata kategorii piórkowej.
Urodził się w rodzinie irlandzkich imigrantów, katolików. Porzucił szkołę w wieku 12 lat. terminował, by zostać krawcem, ale w 1881 rozpoczął karierę zawodowego pięściarza, początkowo walcząc na gołe pięści. W 1886 przeniósł się do Sydney w Australii, a w 1889 do Kalifornii.
Krótko po przyjeździe Murphy wygrał przez nokaut z Johnnym Griffinem i zremisował z Frankiem Murphym, co otworzyło mu drogę do walki o mistrzostwo świata. 11 stycznia 1890 w San Francisco znokautował w 14. rundzie Ike'a Weira uznawanego za mistrza świata i został nowym czempionem kategorii piórkowej. Obronił nowo zdobyty tytuł 14 marca tego roku nokautując Tommy'ego Warrena w 4. rundzie, ale 2 września 1890 w Sydney Young Griffo pokonał go przez poddanie w 16. rundzie odbierając tytuł mistrzowski. 22 lipca 1891 w Sydney Griffo wygrał również walkę rewanżową, gdy Murphy został zdyskwalifikowany w 22. rundzie za uderzenie klęczącego przeciwnika.
Po powrocie do Stanów Zjednoczonych Torpedo Billy Murphy zremisował 31 maja 1892 po 40 rundach z Johnnym Murphym w walce o mistrzostwo świata w kategorii do 122 funtów. 6 lutego 1893 w nowym Jorku został znokautowany przez Johnny'ego Griffina w 7. rundzie, a 2 listopada tego roku w Bostonie przez Ike'a Weira w 6. rundzie.
Chociaż Murphy nadal wygrywał większość bokserskich pojedynków, coraz częściej przegrywał ze znanymi pięściarzami. 15 grudnia 1893 pokonał go George Dixon, 7 maja 1894 po raz trzeci Young Griffo, 23 grudnia 1895 Solly Smith, a 22 stycznia 1897 ponownie George Dixon. Kontynuował bokserskie pojedynki w Stanach Zjednoczonych do 1903, w 1904 walczył w Australii, a później w Nowej Zelandii. Ostatnią walkę stoczył w 1911.
Później pracował jako krawiec i czyściciel ubrań w Auckland. Zmarł w 1897. Jest jedynym zawodowym mistrzem świata w boksie, który urodził się w Nowej Zelandii.